# 다와라쓰미다 고타
다와라쓰미다 고타(일본어: 俵積田 晃太, 2004년 5월 14일~)는 일본의 축구 선수이다.

## 구단 경력
2023년 J1리그의 FC 도쿄에 입단하였다.

## 국가대표팀 경력
그는 2025년 FIFA 월드컵 예선에 참가할 일본 국가대표팀에 발탁되었으며, 6월 10일 인도네시아와의 경기에서 데뷔했다. 2025년 EAFF E-1 풋볼 챔피언십에도 출전, 우승을 차지했다.